# سباستین اتیمبل
سباستین اتیمبل (انگلیسی: Sébastien Etiemble؛ زادهٔ ۲۲ اکتبر ۱۹۸۷) بازیکن فوتبال اهل فرانسه است.